# Военная академия материально-технического обеспечения имени А. В. Хрулёва

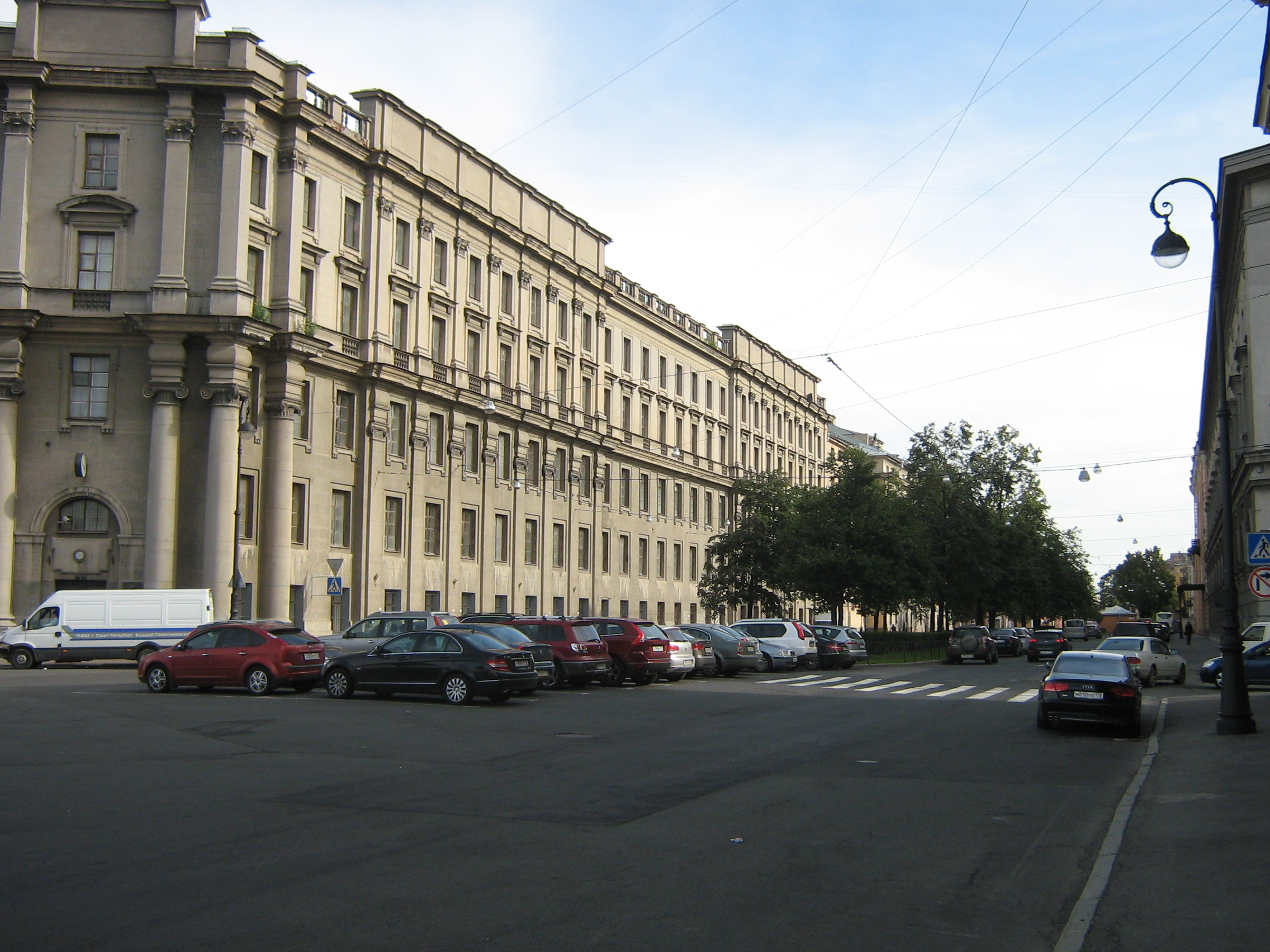
Главное здание академии, 2012 год.

Военная орденов Ленина и Кутузова академия материально-технического обеспечения имени генерала армии А. В. Хрулёва — высшее военно-учебное заведение России, расположенное в Санкт-Петербурге.
Полное наименование «Федеральное государственное казённое военное образовательное учреждение высшего образования „Военная академия материально-технического обеспечения имени генерала армии А. В. Хрулёва“ Министерства обороны Российской Федерации». Предельная штатная численность работников (военнослужащих и лиц гражданского персонала) в 2008 году составляла 18 229 человек
Постановлением Правительства Российской Федерации № 1951-р от 24 декабря 2008 года Военно-транспортный университет железнодорожных войск в качестве отдельной структуры начал входить в Военную академию тыла и транспорта имени А. В. Хрулева.

## История других подобных учебных заведений
С 1899 года существовал Военно-интендантский курс при Академии Генерального штаба, куда летом было принято 30 офицеров и 9 военных чиновников. Изучались военная администрация, статистика, военная география, товароведение, химия, счётное делопроизводство и русский язык.
В 1911 году Военно-интендантский курс был преобразован в Интендантскую академию. Во время Первой мировой войны занятия не проводились.
Приказом Наркомвоена № 535 от 20 июня 1918 года Интендантская академия была преобразована в Военно-хозяйственную академию РККА с подчинением Управлению военно-учебных заведений.
Приказом РВСР № 2126 от 16 октября 1920 года Академия была объединена с Высшей военной и морской финансово-хозяйственной школой в Хозяйственную академию РККА и Флота и подчинена Главнокомандующему РККА. Она готовила специалистов военно-хозяйственной службы. Расформирована в 1925 году.

## История академии
На основании приказа РВС Союза ССР № 606 от 9 июня 1925 года, было сформировано Отделение военных сообщений (с 1931 года — Военно-транспортный факультет (ВТФ)) при Ленинградском институте инженеров путей сообщения. Чуть позже на основании приказа РВС Союза ССР № 055 от 9 июня 1932 года на базе ВТФ при ЛИИПС, в Москве, было начато формирование Военно-транспортной академии РККА. Приказом РВС СССР № 88 от 28 мая 1933 года ей было присвоено имя Л. М. Кагановича (в которой учился И. Г. Старинов). По приказу народного комиссара обороны Союза ССР № 019 от 13 февраля 1938 года ВТА РККА имени Кагановича передислоцирована в Ленинград. В 1956 году объединена с Военной академией тыла и снабжения в Военную академию тыла и транспорта, в соответствии с решением правительства и приказом Министра обороны СССР.
Военная академия тыла и снабжения ведёт свою историю от вновь созданной в Харькове в 1935 году Военно-хозяйственной академии РККА, которой в 1939 году было присвоено имя В. М. Молотова. В 1940 году реорганизована в Интендантскую академию. Осенью 1941 года с началом Великой Отечественной войны Академия была эвакуирована в Ташкент, а в 1942 году переведена в Калинин на базу бывшего Калининского военно-химического училища и переименована в Академию тыла и снабжения.
В 1956 году Академия переведена в Ленинград и объединена с Военно-транспортной академией имени Л. М. Кагановича, созданной в Москве в 1932 г. Она стала называться Военной академией тыла и транспорта. В 1956—1965 гг. академию возглавлял М. П. Миловский.
Официальное название в годы СССР — Военная ордена Ленина академия тыла и транспорта (сокращённо ВОЛАТТ).
С 2003 года Академия носит имя генерала армии А. В. Хрулёва.
В соответствии с распоряжением Правительства Российской Федерации № 1951-р от 24 декабря 2008 года к Академии были присоединены следующие высшие военные учебные заведения:
- Военно-транспортный университет железнодорожных войск и военных сообщений (Санкт-Петербург и Петродворец) — в качестве отдельной структуры[источник не указан 45 дней]
- Военный инженерно-технический университет (Санкт-Петербург) — с 2011 года[источник не указан 45 дней]
- Вольское высшее военное училище тыла (военный институт)
- Ульяновское высшее военно-техническое училище (военный институт)
- Военно-ветеринарный институт (Москва)
- Тольяттинский военный технический институт

В 2011 году к Академии был присоединён Военный инженерно-технический университет, а с 2012 года Академия именуется «Федеральное государственное казённое военное образовательное учреждение высшего профессионального образования „Военная академия материально-технического обеспечения имени генерала армии А. В. Хрулёва“ Министерства обороны Российской Федерации».
21 февраля 2020 года министр обороны России Сергей Шойгу вручил академии орден Кутузова — за заслуги в укреплении обороноспособности страны и подготовке квалифицированных военных кадров.

## Состав
- Военный институт (Железнодорожных войск и военных сообщений) Военной академии материально-технического обеспечения[7];
- Военный институт (инженерно-технический) Военной академии материально-технического обеспечения[7];
- Вольский филиал Военной академии материально-технического обеспечения[7];
- Омский филиал Военной академии материально-технического обеспечения[7];
- Пензенский филиал Военной академии материально-технического обеспечения[7].

## Кафедры

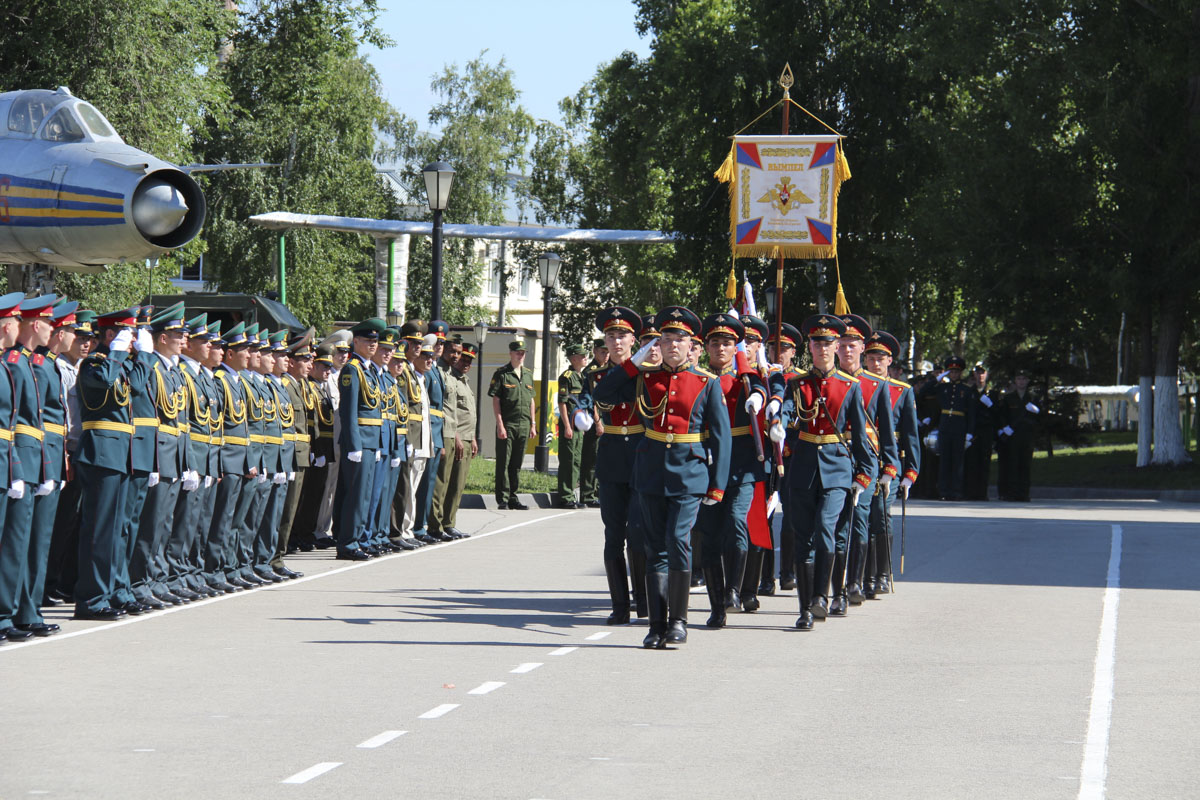
Торжественная церемония выпуска молодых офицеров в филиале Военной академии материально-технического обеспечения (г. Вольск) в 2018 году.

- Кафедра организации материально-технического обеспечения;
- Кафедра управления войсками и повседневной деятельностью;
- Кафедра материально-технического обеспечения;
- Кафедра организации материально-технического обеспечения ВМФ;
- Кафедра военных сообщений;
- Кафедра тактики и оперативного искусства;
- Кафедра железнодорожных войск;
- Кафедра строительства военных мостов и тоннелей;
- Кафедра автодорожной службы;
- Кафедра гуманитарных и социально-экономических дисциплин;
- Кафедра общенаучных и общетехнических дисциплин;
- Кафедра физической подготовки;
- Кафедра тыла Федеральной службы войск национальной гвардии Российской Федерации;
- Кафедра тыла Пограничной службы ФСБ России.

## Начальники

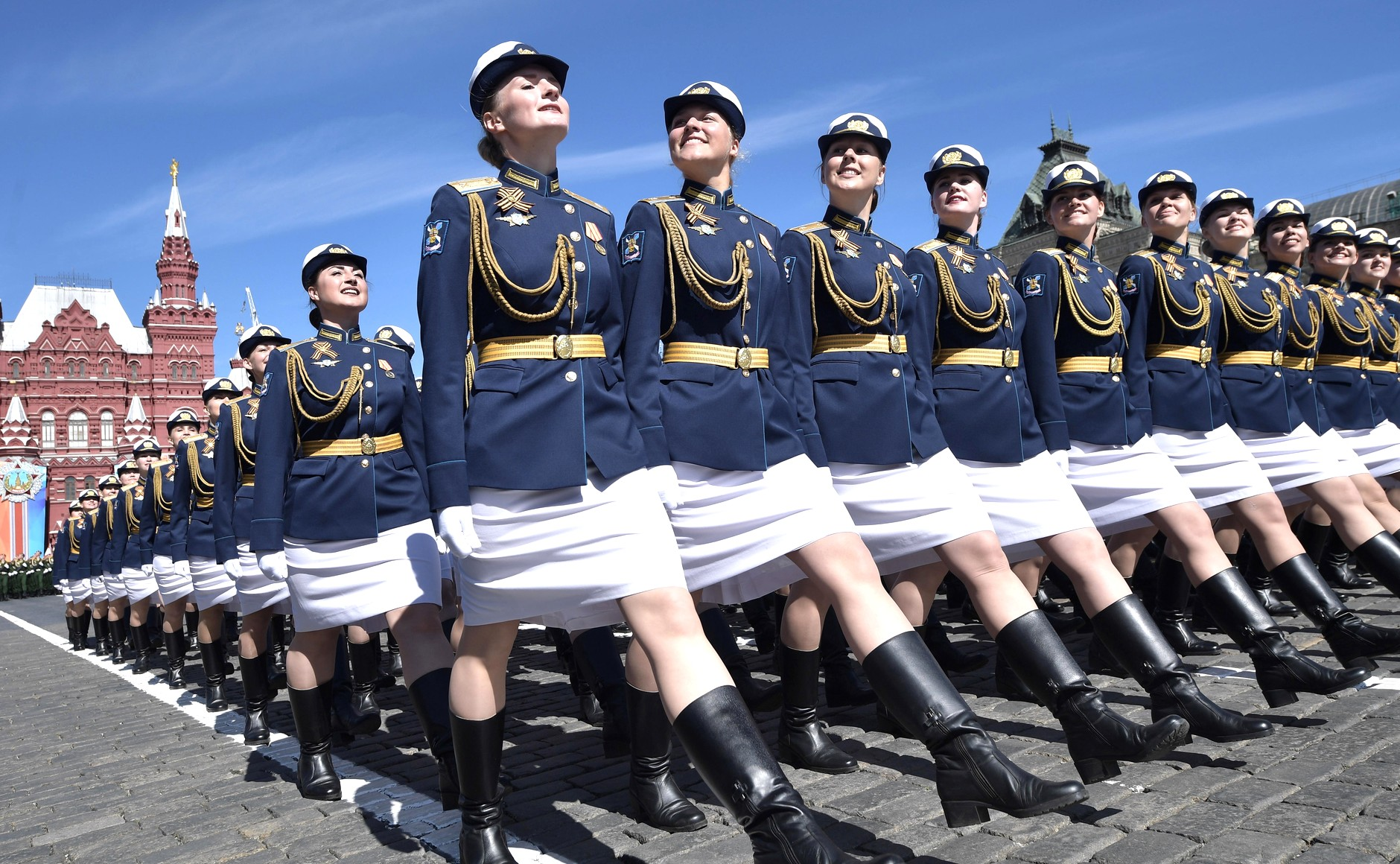
Парадный расчёт филиала Военной академии МТО (г. Вольск) на военном параде на Красной площади в ознаменование 73-й годовщины Победы в Великой Отечественной войне 1941—1945 годов.

- генерал-лейтенант Соловьёв Николай Иванович (1900—1907)
- генерал-лейтенант Бухольц, Владимир Егорович (1907—1909)
- краском (бывший генерал-лейтенант) Якубинский, Пётр Васильевич (1909—1920)
- краском (бывший генерал-майор) Ливадин, Георгий Владимирович (1920)
- краском Лезгинцев, Михаил Васильевич (1920)
- краском Сулейман, Николай Александрович (1920—1921)
- краском Дейч, Николай Осипович (1922—1925)
- армейский комиссар 2 ранга Шифрес, Александр Львович (1936—1937)
- комкор Пугачёв, Семён Андреевич (1932—1938)
- генерал-лейтенант технических войск Филичкин, Виктор Михайлович (1937—1946)
- генерал-лейтенант Давыдов, Пётр Данилович (1937—1945)
- генерал-полковник Вострухов, Владимир Иванович (1946—1949)
- генерал-лейтенант Черняков, Александр Георгиевич (1950—1956)
- генерал-полковник Миловский, Михаил Павлович (1956—1965)
- генерал-полковник Абрамов, Константин Николаевич (1965—1986)
- генерал-полковник Пастуховский, Геннадий Петрович (февраль 1986 — сентябрь 1991)
- генерал-полковник Ермаков, Анатолий Артемьевич (май 1991 — апрель 2000)
- генерал-лейтенант Московченко, Валерий Михайлович (апрель 2000—2009)
- генерал-майор Целыковских, Александр Александрович (июнь 2010—2012)
- генерал-лейтенант Ивановский, Владимир Сергеевич (сентябрь 2012 — август 2016)
- генерал-лейтенант Топоров, Андрей Викторович (август 2016 — н. в.)[8]